# Черняевка (Мордовский район)
Черняевка — село в Мордовском районе Тамбовской области России. 
Входит в Мордовский поссовет.

## География
Расположено на реке Битюг, в 3 км к северо-востоку от райцентра, посёлка городского типа (рабочего посёлка) Мордово, и в 80 км к юго-западу от центра города Тамбова.

## Население
| 2002 | 2010 |
| ---- | ---- |
| 586  | ↘436 |

Согласно результатам переписи 2002 года, в национальной структуре населения русские составляли 98 % от общего числа жителей.